# Lunac
Lunac (okzitanisch gleichlautend) ist eine französische Gemeinde mit 435 Einwohnern (Stand 1. Januar 2022) im Département Aveyron in der Region Okzitanien (vor 2016 Midi-Pyrénées). Sie gehört zum Arrondissement Villefranche-de-Rouergue und zum Kanton Aveyron et Tarn. Die Einwohner werden Lunacois und Lunacoises genannt.

## Geografie
Lunac liegt etwa 47 Kilometer westsüdwestlich von Rodez. Umgeben wird Lunac von den Nachbargemeinden Le Bas Ségala im Norden und Nordosten, Lescure-Jaoul im Osten und Südosten, Bor-et-Bar im Süden, La Fouillade im Westen sowie Sanvensa im Nordwesten.

## Bevölkerungsentwicklung
| Jahr                       | 1962 | 1968 | 1975 | 1982 | 1990 | 1999 | 2006 | 2019 |
| Einwohner                  | 623  | 579  | 526  | 530  | 456  | 462  | 452  | 441  |
| Quellen: Cassini und INSEE |      |      |      |      |      |      |      |      |

## Sehenswürdigkeiten
- Kirche Saint-Jean-Baptiste aus dem 12. Jahrhundert, seit 1937 teilweise als Monument historique eingetragen
- Schloss Chazelles-Lunac

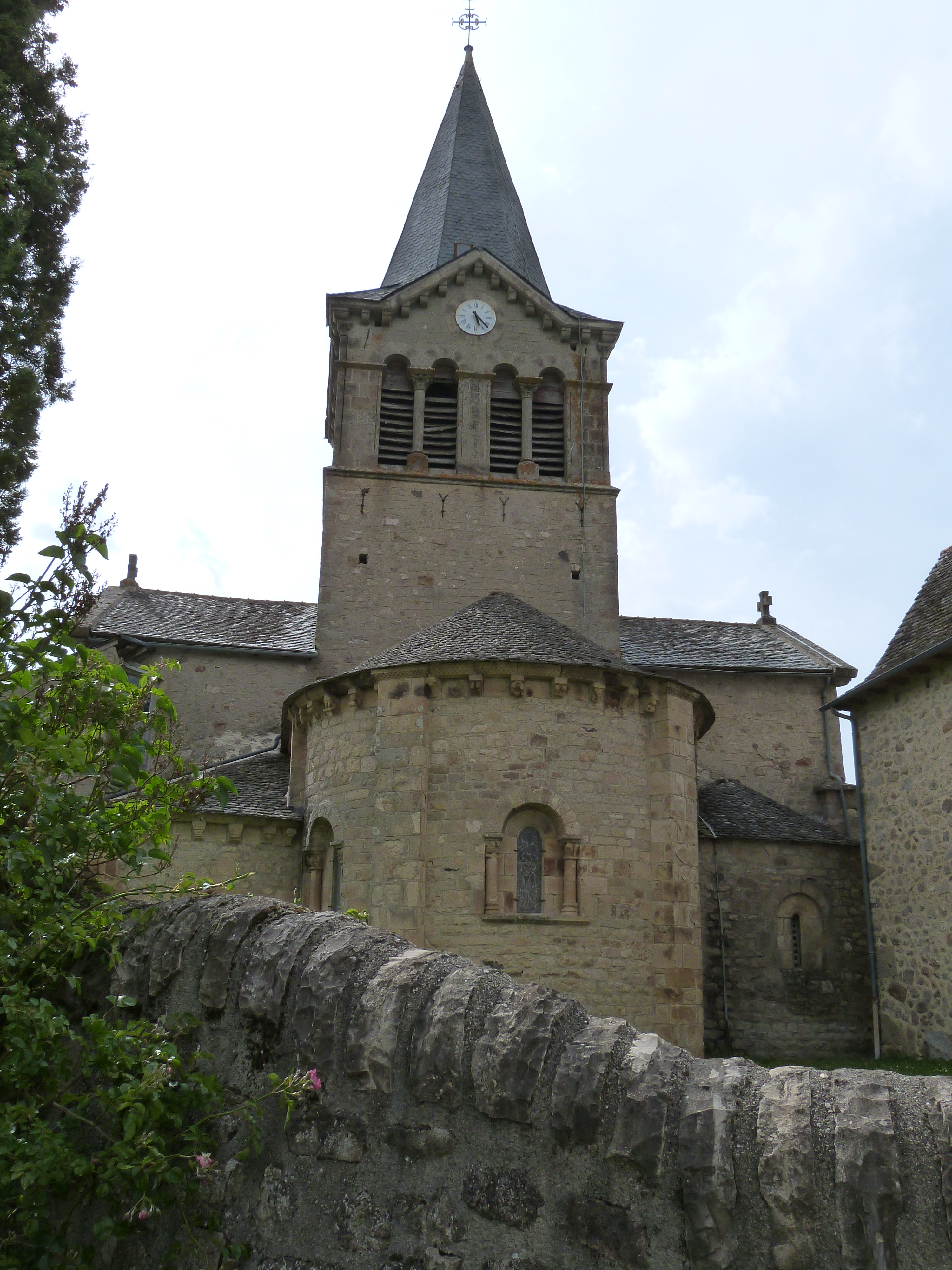
Kirche Saint-Jean-Baptiste
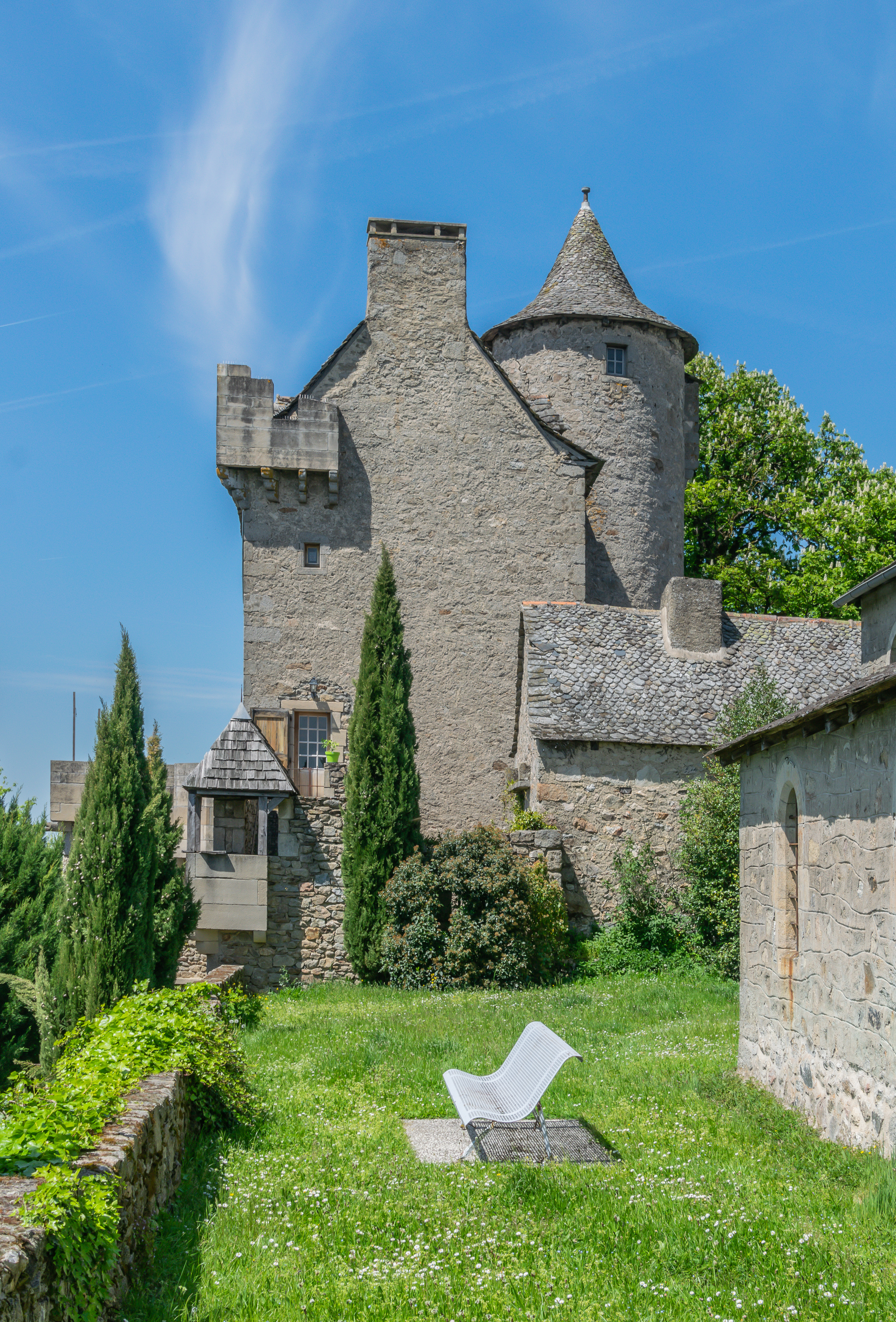
Schloss Chazelles-Lunac